# FK Ekibastouz
Maillots
Le Ekibastouz Fýtbol Klýby (en kazakh : Екібастұз футбол клубы), plus couramment abrégé en Ekibastouz FK, est un club kazakh de football fondé en 2003 et basé dans la ville d'Ekibastouz.
Il portait le nom Energetik et représentait la ville de Pavlodar jusqu'en 2009.

## Bilan sportif

### Palmarès
| Compétitions nationales                                                           |
| --------------------------------------------------------------------------------- |
| - Championnat du Kazakhstan de deuxième division (1) : - Champion : 2005 et 2007. |

### Bilan par saison
Légende
- Promotion en division supérieure
- Relégation en division inférieure

| Saison | Championnat     | Championnat | Championnat | Championnat | Championnat | Championnat | Championnat | Championnat | Championnat | Championnat | Coupe du Kazakhstan |
| Saison | Division        | Pos         | Pts         | J           | V           | N           | D           | BP          | BC          | Diff        | Coupe du Kazakhstan |
| ------ | --------------- | ----------- | ----------- | ----------- | ----------- | ----------- | ----------- | ----------- | ----------- | ----------- | ------------------- |
| 2004   | 2e              | 4e          | 43          | 24          | 13          | 4           | 7           | 43          | 23          | +20         | Premier tour        |
| 2005   | 2e              | 1er         | 66          | 24          | 21          | 3           | 0           | 109         | 7           | +102        | Seizièmes de finale |
| 2006   | 1re             | 16e         | 26          | 30          | 6           | 8           | 16          | 28          | 44          | -16         | Quarts de finale    |
| 2007   | 2e              | 1er         | 72          | 26          | 24          | 0           | 2           | 62          | 10          | +52         | Seizièmes de finale |
| 2008   | 1re             | 14e         | 23          | 30          | 5           | 8           | 17          | 21          | 43          | -22         | Huitièmes de finale |
| 2009   | 2e              | 8e          | 35          | 26          | 10          | 5           | 11          | 37          | 43          | -6          | Seizièmes de finale |
| 2010   | 2e              | 11e         | 51          | 34          | 14          | 9           | 11          | 44          | 37          | +7          | Premier tour        |
| 2011   | 2e              | 5e          | 52          | 32          | 15          | 7           | 10          | 47          | 34          | +13         | Premier tour        |
| 2012   | 2e              | 12e         | 37          | 30          | 11          | 4           | 15          | 45          | 43          | +2          | Premier tour        |
| 2013   | 2e              | 12e         | 40          | 34          | 9           | 13          | 12          | 34          | 36          | -2          | Premier tour        |
| 2014   | 2e              | 7e          | 41          | 28          | 11          | 8           | 9           | 40          | 35          | +5          | Huitièmes de finale |
| 2015   | 2e              | 10e         | 26          | 24          | 7           | 5           | 12          | 21          | 31          | -10         | Phase de groupes    |
| 2016   | 2e              | 6e          | 30          | 28          | 8           | 6           | 14          | 17          | 27          | -10         | Phase de groupes    |
| 2017   | 2e              | 9e          | 10          | 24          | 2           | 4           | 8           | 18          | 50          | -32         | Phase de groupes    |
| 2018   | 2e              | 6e          | 48          | 33          | 13          | 9           | 11          | 42          | 35          | +7          | Phase de groupes    |
| 2019   | 2e              | 12e         | 22          | 26          | 6           | 4           | 16          | 22          | 42          | -20         | Phase de groupes    |
| 2020   | 2e Conférence 1 | 5e          | 12          | 12          | 3           | 3           | 6           | 14          | 16          | -2          | —                   |
| 2021   | 2e              | 6e          | 35          | 22          | 10          | 5           | 7           | 45          | 35          | +10         | Premier tour        |

## Personnalités du club

### Présidents du club
- Anatoliy Duka
- Raïs Gainoulline

### Entraîneurs du club
- Vladimir Lintchevski
- Kouanich Outeulov
- Askar Kozhabergenov